# Kristi korsfästelse (Velázquez)
Kristi korsfästelse är en oljemålning av den spanske barockkonstnären Diego Velázquez. Den utfördes omkring 1632 och ingår i Pradomuseets samlingar i Madrid.
Trots sitt till synes enkla motiv – Kristi korsfästelse – utstrålar verket en ovanlig tystnad, värdighet och skönhet som få andra målningar i genren kan mäta sig med. Velázquez valde att avbilda Jesus ensam på korset, utan publik, utan dramatiska himmelska effekter, och utan landskap i bakgrunden. Den mörka, enfärgade bakgrunden gör att betraktarens blick helt och hållet riktas mot den korsfäste Kristus. Till skillnad från barockens ofta dramatiska och teatraliska tolkningar av korsfästelsen, valde Velázquez en mer återhållsam, meditativ ton. Den starka kontrasten mellan den mörka bakgrunden och den ljusa närmast självlysande Jesus är dock typisk för barocken och benämns chiaroscuro.
Jesus bär ett enkelt höftskynke och en törnekrona på huvudet. En subtil men viktig detalj är de fyra spikarna i Kristi kropp – en i varje hand och två i fötterna. Detta var i linje med traditionell spansk ikonografi som bland annat Velázquez lärare Francisco Pacheco etablerat. På skylten ovan Jesu huvud finns inskriptioner på hebreiska, grekiska och latin och med likalydande betydelse: "Jesus från Nasaret, judarnas konung".
Kristi korsfästelse målades troligen för Convento de San Plácido(en) i Madrid och var avsedd att fungera som ett andaktsverk. År 1805 hamnade tavlan i statsmannen Manuel Godoys ägo och efter diverse mellanhänder förvärvades den 1829 av Pradomuseet. I San Plácido hänger idag en kopia av tavlan.